# Chicago WCT 1982
Il Chicago WCT 1982  è stato un torneo di tennis giocato sul sintetico indoor. È stata la 4ª edizione del Chicago WCT,che fa parte del World Championship Tennis 1982. Si è giocato a Chicago negli Stati Uniti, dal 30 novembre al 5 dicembre 1982.

## Campioni

### Singolare
Wojciech Fibak ha battuto in finale  Bill Scanlon con il punteggio di 6–2, 2–6, 6–3, 6–4

### Doppio
Anand Amritraj /  Vijay Amritraj  hanno battuto in finale  Mike Cahill /  Bruce Manson con il punteggio di 3–6, 6–2, 6–3